# Miloš Fox
Miloš Fox es un deportista checo que compitió en duatlón. Ganó una medalla de bronce en el Campeonato Europeo de Duatlón de 1993.

## Palmarés internacional
| Campeonato Europeo | Campeonato Europeo      | Campeonato Europeo | Campeonato Europeo |
| Año                | Lugar                   | Medalla            | Prueba             |
| ------------------ | ----------------------- | ------------------ | ------------------ |
| 1993               | Königslutter (Alemania) | Medalla de bronce  | Individual         |